# Lista de pessoas da República Dominicana
Esta é uma lista de pessoas notáveis da República Dominicana ou que têm ascendência Dominicana e residem no estrangeiro.

## Autores
- Julia Alvarez
- Arambilet
- Manuel del Cabral
- Aída Cartagena Portalatín
- Hilma Contreras
- Angie Cruz
- Junot Díaz
- Pedro Henríquez Ureña
- Leopoldo Minaya
- Pedro Mir
- Samuel Nina Ortiz
- Arturo Rodriguez Fernandez
- Salomé Ureña

## Moda e personalidades de concurso de beleza
- Mariasela Alvarez - Miss Mundo 1982
- Susie Castillo - Miss USA 2003
- Ana Contreras - Miss World Beach beauty semifinalist
- Claudia Cruz - Miss Mundo 2004  primeiro runner-up
- Yadira Cury - Miss International 2005 primeiro runner-up
- Ada de la Cruz - Miss Universo 2009 primeiro runner-up
- Marianne Cruz - Miss Universo 2008 segundo runner–up
- Magali Febles - owner of the Miss Dominican Republic pageant franchise
- Gilda Jovine - modelo de moda
- Claudette Lali - former model/film wardrobe stylist
- Christina Mendez - plus-size model
- Denny Méndez - Miss Itália 1997
- Ruth Ocumárez - rainha de beleza anterior
- Amell Santana - Miss Terra 2005 primeiro runner-up
- Renata Soñé - Miss Universo 2005 segundo runner–up
- Arlenis Sosa - modelo de moda
- Amelia Vega - Miss Universo 2003, atriz e modelo
- Rene Rodriguez - primeiro modelo masculino em alta costura internacional da República Dominicana

## Figuras nos desportos
- Manny Acta - Manager of the Cleveland Indians
- Antonio Alfonseca - jogador de beisebol
- Carlos Almanzar - jogador de beisebol
- Danny Almonte - Little Leaguer
- Felipe Alou - baseball manager and player
- Jesús Alou - jogador de beisebol
- Matty Alou - jogador de beisebol
- Moisés Alou - jogador de beisebol
- Joaquín Andújar - jogador de beisebol
- Greg Aquino - jogador de beisebol
- Joaquin Arias - jogador de beisebol
- Trevor Ariza - basketball player
- Miguel Batista - jogador de beisebol
- Tony Batista - jogador de beisebol
- Danny Bautista - jogador de beisebol
- Denny Bautista - jogador de beisebol
- George Bell - jogador de beisebol
- Ronnie Belliard - jogador de beisebol
- Francis Beltran - jogador de beisebol
- Adrián Beltré - jogador de beisebol
- Esteban Beltre - jogador de beisebol
- Armando Benitez - jogador de beisebol
- Joaquin Benoit - jogador de beisebol
- Angel Berroa - jogador de beisebol
- Wilson Betemit - jogador de beisebol
- Tony Blanco - jogador de beisebol
- Yhency Brazoban - jogador de beisebol
- Juan Brito - jogador de beisebol
- Daniel Cabrera - jogador de beisebol
- Francisco Cabrera - jogador de beisebol, hero of the 1992 NLCS for the Atlanta Braves
- Melky Cabrera - jogador de beisebol
- Robinson Canó - jogador de beisebol
- Fausto Carmona - jogador de beisebol
- Rico Carty - jogador de beisebol
- Bernie Castro - jogador de beisebol
- Fabio Castro - jogador de beisebol
- Alberto Castillo - jogador de beisebol
- Luis Castillo - jogador de beisebol
- Luis Castillo - football player
- César Cedeño - jogador de beisebol
- Stalin Colinet - Former NFL player
- Jesus Colome - jogador de beisebol
- Bartolo Colón - jogador de beisebol
- Roman Colon - jogador de beisebol
- Francisco Cordero - jogador de beisebol
- Carlos Cruz (1937-1970) - world boxing champion
- Deivi Cruz - jogador de beisebol
- Leo Cruz - world boxing champion (brother of Carlos Cruz)
- Johnny Cueto - jogador de beisebol
- Octavio Dotel - jogador de beisebol
- Edwin Encarnacion, jogador de beisebol
- Juan Encarnacion, jogador de beisebol
- Edward Vinicio Espinal, soccer player
- Pedro Feliz - jogador de beisebol
- Mary Joe Fernández - tennis player
- Bartolome Fortunato - jogador de beisebol
- Rafael Furcal - jogador de beisebol
- Julio Franco - jogador de beisebol
- Francisco Garcia - basketball player NBA
- Jerry Gil - jogador de beisebol
- Carlos Gomez - jogador de beisebol
- Vladimir Guerrero - jogador de beisebol
- Jose Guillen - jogador de beisebol
- Cristian Guzman - jogador de beisebol
- Freddy Guzmán - jogador de beisebol
- Joan Guzman - world boxing champion
- Felix Heredia - jogador de beisebol
- Runelvys Hernandez, jogador de beisebol
- Al Horford, basketball player
- Tito Horford - basketball player
- Stan Javier - jogador de beisebol
- Ernesto Jerez - sportscaster
- Luis Ernesto José - boxer
- Jose Lima - jogador de beisebol
- Francisco Liriano - baseball player
- Pedro Liriano - jogador de beisebol
- Felipe López -  NBA basketball player
- Mendy Lopez - jogador de beisebol
- Julio Lugo - jogador de beisebol
- Ruddy Lugo - jogador de beisebol
- Hector Luna - jogador de beisebol
- Henry Mateo - jogador de beisebol
- Julio Mateo - jogador de beisebol
- Juan Marichal - jogador de beisebol
- Damaso Marte - jogador de beisebol
- Pedro Martínez - Cy Young Award–winning baseball player
- Victor Martinez - professional bodybuilder, Mr Olympia runner–up
- Sammy Mejia - basketball player
- Eleoncio Mercedes - world boxing champion in 1985
- Jose Mesa - jogador de beisebol
- Omar Minaya - General Manager of the New York Mets
- Raúl Mondesí - jogador de beisebol
- Agustin Montero - jogador de beisebol
- Juan Morillo - jogador de beisebol
- Abraham Núñez - jogador de beisebol
- Leo Núñez - jogador de beisebol
- Jose Offerman - jogador de beisebol
- Miguel Olivo - jogador de beisebol
- David Ortiz - jogador de beisebol
- Ramon Ortiz - jogador de beisebol
- Pablo Ozuna - jogador de beisebol
- Ronny Paulino - jogador de beisebol
- Carlos Peña - jogador de beisebol
- Tony Peña - jogador de beisebol
- Wily Mo Peña - jogador de beisebol
- Jhonny Peralta, jogador de beisebol
- Antonio Perez - jogador de beisebol
- Melido Perez - jogador de beisebol
- Neifi Perez - jogador de beisebol
- Odalis Perez - jogador de beisebol
- Rafael Perez - jogador de beisebol
- Timo Pérez - jogador de beisebol
- Plácido Polanco - jogador de beisebol
- Jorge Posada - jogador de beisebol
- Albert Pujols - jogador de beisebol
- Aramis Ramirez - jogador de beisebol
- Hanley Ramirez - jogador de beisebol
- Manny Ramírez - jogador de beisebol
- José Reyes - jogador de beisebol
- Roberto A Reyes - Soccer player
- Fernando Rodney - jogador de beisebol
- Alex Rodriguez - jogador de beisebol
- Félix Rodríguez, jogador de beisebol
- Henry Rodriguez - jogador de beisebol
- Dante Rosario - NFL football player
- Duaner Sanchez - jogador de beisebol
- Félix Sánchez - Olympic gold medal–winning hurdler
- Victor Santos - jogador de beisebol
- Alfonso Soriano - jogador de beisebol
- Edgar Sosa, basketball player
- Jorge Sosa, jogador de beisebol
- Sammy Sosa, jogador de beisebol
- Julian Tavarez - jogador de beisebol
- Willy Taveras - jogador de beisebol
- Miguel Tejada - jogador de beisebol
- Robinson Tejeda - jogador de beisebol
- Luis Terrero - jogador de beisebol
- Salomon Torres - jogador de beisebol
- Juan Uribe - jogador de beisebol
- Wilson Valdez - jogador de beisebol
- Jose Valverde - jogador de beisebol
- Claudio Vargas - jogador de beisebol
- Jack Veneno - professional wrestler
- Charlie Villanueva - basketball player
- Jose Vizcaino - jogador de beisebol
- Luis Vizcaino - jogador de beisebol
- Edinson Volquez - jogador de beisebol
- Hector Wagner - jogador de beisebol